# Chelydridae
Le Chelydridae Gray, 1831 (in italiano detti anche Chelidridi) sono una famiglia di Rettili dell'ordine delle Testudines.

## Tassonomia
Comprende i seguenti generi e specie:
- Genere: Chelydra
  - Chelydra acutirostris Peters, 1862
  - Chelydra rossignonii (Bocourt, 1868)
  - Chelydra serpentina (Linnaeus, 1758) (Tartaruga azzannatrice)
- Genere: Macrochelys
  - Macrochelys temminckiiTroost, 1835 (Tartaruga alligatore)